# Bonabes Alexis de Rougé
Pour les articles homonymes, voir Bonabes.
Bonabes Jean Catherine Alexis de Rougé (23 septembre 1751 à La Bellière et mort le 9 juillet 1783 à bord du "Zélé"), dit le « baron de Coëtmen » et  le « marquis de Rougé » est un officier français du XVIIIe siècle.

## Biographie
Il est le fils de Pierre François de Rougé (1702-1761) dit le « marquis de Rougé » , lieutenant général des armées du Roi, gouverneur de Givet et Charlemont, tué à la bataille de Villinghausen , et de Julie de Coëtmen (1731 ✝ 1761).
Officier, il devient mousquetaire du Roi en 1767, à seize ans. En 1769, il est sous-lieutenant au régiment de Flandres, en 1771 au régiment Royal-Normandie, où il est pourvu d'une compagnie en 1773. En 1777, il est nommé colonel en second du régiment de La Fère infanterie.
Mestre de Camp rattaché au régiment d'Auxerrois le 22 mars 1782, Bonabes Alexis de Rougé sert alors au régiment d'Auxerrois, à la Guadeloupe.
Il meurt en mer de la dysenterie durant son retour de la guerre d'indépendance des États-Unis .

### Mariage et descendance
Il épouse le 7 janvier 1777 Natalie Victurnienne de Rochechouart-Mortemart (Paris, 24 janvier 1759  ✝ 25 décembre 1828), fille de Jean-Victor de Rochechouard, 9e duc de Mortemart, pair de France, brigadier des armées du Roi, et de Charlotte Nathalie de Manneville, sa troisième épouse.
Veuve après cinq ans de mariage, sa veuve fait peindre en 1787, par Elisabeth Vigée Lebrun, son portrait, où elle est représentée avec son amie la marquise de Pezay, et ses deux fils, Alexis de Rougé et Adrien de Rougé. Cette œuvre est aujourd'hui à la National Gallery of Art de Washington .
Retirée au début de la Révolution à Moreuil, chez la duchesse d'Elbeuf, tante de son époux, elle émigre en 1791 et regagne la France après la Terreur, en 1798 . Elle meurt en 1828 . De son mariage, sont issus trois fils, dont un mort en bas âge :
- Bonabes Louis Victurnien Alexis de Rougé (1778-1839), pair de France héréditaire en 1815, puis marquis-pair héréditaire en 1817, confirmé en 1825 avec institution d'un majorat assis sur le domaine de Moreuil, marié en 1804 avec Alexandrine Zoé Célestine Thimarette de Crussol d'Uzès [2], dont postérité ;
- Félix Catherine Victurnien de Rougé (1779-1781),
- Adrien de Rougé (1782-1838) dit « le comte de Rougé », pair de France en 1827, créé baron-pair héréditaire en février 1830 avec institution d'un majorat assis sur le domaine de Guyencourt [8], marié en 1809 avec Caroline-Jeanne-Sophie de Forbin d'Oppède, dont postérité [2].